# Kleinó
Kleinó är en ort i Grekland.   Den ligger i prefekturen Trikala och regionen Thessalien, i den centrala delen av landet, 270 km nordväst om huvudstaden Aten. Kleinó ligger 863 meter över havet och antalet invånare är 332.
Terrängen runt Kleinó är kuperad norrut, men söderut är den bergig. Runt Kleinó är det ganska glesbefolkat, med 36 invånare per kvadratkilometer. Närmaste större samhälle är Kalampáka, 15,3 km öster om Kleinó. I omgivningarna runt Kleinó växer i huvudsak blandskog.